# Yanta (häradshuvudort i Kina, Shaanxi, lat 34,21, long 108,95)
Yanta (kinesiska: 雁塔, 雁塔区) är en häradshuvudort i Kina. Den ligger i provinsen Shaanxi, i den nordvästra delen av landet, nära eller i provinshuvudstaden Xi'an. Antalet invånare är 1 178 529. Befolkningen består av 567 934 kvinnor och 610 595 män. Barn under 15 år utgör 10,0 %, vuxna 15-64 år 84 %, och äldre över 65 år 5,0 %.
Runt Yanta är det tätbefolkat, med 530 invånare per kvadratkilometer. Närmaste större samhälle är Xi'an, 6,2 km norr om Yanta. Trakten runt Yanta består till största delen av jordbruksmark.
Genomsnittlig årsnederbörd är 688 millimeter. Den regnigaste månaden är september, med i genomsnitt 143 mm nederbörd, och den torraste är januari, med 4 mm nederbörd.